# Algernon Percy, 6. vévoda z Northumberlandu
Algernon George Percy, 6. vévoda z Northumberlandu (Algernon George Percy, 6th Duke of Northumberland, 7th Earl of Northumberland, 6th Earl Percy, 3rd Earl of Beverley, 7th Baron Warkworth, 7th Baron Percy) (20. května 1810, Londýn, Anglie – 2. ledna 1899, Alnwick Castle, Anglie) byl britský politik z bohaté šlechtické rodiny. Patřil k nejbohatší pozemkové aristokracii v Anglii, byl dlouholetým členem Dolní sněmovny za konzervativní stranu. V nižších funkcích byl členem několika vlád druhé poloviny 19. století, od roku 1867 byl jako dědic titulu vévody členem Sněmovny lordů. Zastával řadu čestných hodností a v roce 1886 získal Podvazkový řád.

## Životopis
Pocházel z významného šlechtického rodu Percyů, narodil se jako třetí syn George Percyho, 2. hraběte z Beverley a pozdějšího 5. vévody z Northumberlandu (1778–1867), po matce pocházel ze skotské rodiny markýzů z Bute. Měl dva starší bratry (oba nesli jméno Algernon), kteří zemřeli v dětství. Studoval v Etonu a poté sloužil v armádě, v hodnosti kapitána odešel do výslužby (1837). Mezitím od roku 1830 jako otcův dědic užíval titul lord Lovaine a v letech 1831–1832 byl krátce členem Dolní sněmovny. V roce 1834 krátce zastával hodnost finančního inspektora dvora irského místokrále markýze Wellesleye. Ve volbách do Dolní sněmovny kandidoval neúspěšně v letech 1841 a 1847, do parlamentu se znovu dostal až v roce 1852 za hrabství Northumberland a poslancem zůstal do roku 1865.
V druhé Derbyho vládě zastával několik nižších funkcí, byl civilním lordem admirality (1858–1859), generálním intendantem armády (Paymaster General) a viceprezidentem úřadu pro obchod (1859), od roku 1859 byl též členem Tajné rady. V roce 1867 po otci zdědil titul vévody z Northumberlandu a stal se členem Sněmovny lordů. Souběžně začal zastávat čestné hodnosti v hrabství Northumberland, kde byl nakonec v letech 1877–1899 lordem místodržitelem. V Disraeliho vládě zastával úřad lorda strážce tajné pečeti (1878–1880), z titulu této funkce byl v letech 1878-1880 zároveň předsedou vládní komise pro dobročinné ústavy v Londýně. Získal čestný doktorát na univerzitě v Durhamu a v letech 1883–1892 byl prezidentem Královského archeologického institutu. V roce 1886 získal Podvazkový řád, dále byl též smírčím soudcem a zástupcem místodržitele v hrabství Surrey. Zemřel na hlavním rodovém sídle Alnwick Castle (Northumberland), je pohřben v rodové hrobce ve Westminsterském opatství.

## Rodina
Od roku 1845 byla jeho manželkou Louisa Drummond (1813–1890), dcera a dědička bankéře a politika Henryho Drummonda (1786–1860). Po otci zdědila panství Albury Park (Surrey), které zůstalo až do 21. století v majetku vévodů z Northumberlandu. Šestý vévoda z Northumberlandu měl dva syny, dědicem titulů a majetku byl Henry Percy, 7. vévoda z Northumberlandu (1846–1918), dlouholetý člen Dolní sněmovny, který později zastával čestné hodnosti u dvora. Mladší syn lord Algernon Percy (1851–1933) byl poslancem Dolní sněmovny.
Mladší bratr šestého vévody, lord Josceline Percy (1811–1881), byl absolventem cambridgeské univerzity a několik let členem Dolní sněmovny. Další bratr lord Henry Percy (1817–1877) sloužil v armádě a dosáhl hodnosti generála.